# Leticia Ortiz (personaje)
Leticia Ortiz es un personaje ficticio de la saga cinematográfica The Fast and the Furious, siendo interpretado por Michelle Rodriguez. El personaje fue creado por Gary Scott Thompson y apareció en la primera entrega como la novia (más tarde esposa) de Dominic Toretto. Es una mujer de temperamento fuerte, siendo también una corredora callejera y una mecánica altamente capacitada.

## Biografía
Letty presumiblemente nació y se crio en el mismo vecindario que la familia Toretto. Ella vivía en la calle de ellos y Letty se interesó por los autos cuando tenía diez años. Dom, un compañero de coches entusiasta, como su padre, «siempre tuvo su atención». Sin embargo, él se interesó románticamente en ella, solo cuando ella cumplió los dieciséis años.
Letty se involucró en las carreras callejeras en su adolescencia. Cuando tenía quince años, participó en una carrera callejera contra Dom que provocó que ambos autos se estrellaran. Ella logró sacar a Dominic de los restos de su auto, casi perdiendo su brazo en el proceso.
Cuando Letty era una adolescente, ella y Mia Toretto se vieron envueltas en un intento de fuga en algún lugar de Boyle Heights. Cuando quedaron atrapados en una esquina, Letty condujo su auto, un Ford Torino Cobra, a través de un muro de contención.

### The Fast and the Furious
En The Fast and the Furious, Letty expresa cierta preocupación por el plan de robo de mercancía de Dom, pero lo respalda a pesar de sus preocupaciones. Al final, durante un robo en la carretera fallido, ella rueda su auto y resulta herida, pero sobrevive.

### Fast & Furious
Durante los eventos en Fast & Furious, ella está en la tripulación de Dom en sus robos de camiones de gasolina en la República Dominicana, pero cuando la policía local comienza a acercarse, él la deja atrás para protegerla de cualquier daño. Varias semanas después, Mia llama a Dom para decirle que Letty aparentemente ha sido asesinada por Fenix «Rise» Calderon. Más tarde se revela que después de que no pudo encontrar a Dom, Letty se puso en contacto con el agente del FBI, Brian O'Conner y se convirtió en agente doble de la red criminal del narcotraficante mexicano Arturo Braga para aclarar los cargos de Dominic y permitirle regresar a casa.

### Fast Five
En la escena posterior a los créditos de Fast Five, Luke Hobbs recibe un archivo sobre un robo, en el que se adjunta la fotografía de Letty, que revela que aún está viva; Fenix, de hecho, no la mató, sino que la involucró en el robo de un convoy militar alemán.

### Fast & Furious 6
En Fast & Furious 6, se revela que tiene amnesia y es parte de una organización mercenaria letalmente hábil dirigida por Owen Shaw, un cerebro criminal. Dominic hace varios intentos para intentar acercarse a ella. Se reveló que Brian se sintió culpable por hacer que Letty fuera informante del FBI para ayudarlo a derribar a Braga y que esto la llevara a ser presunta muerta. Riley también la describe como una mujer dura de la calle, lo cual es cierto durante su primer encuentro. Shaw le ordena a Letty que desconecte una línea de cable al auto de Roman «Rome» Pearce que impedía que el tanque se escapara. Mientras intenta hacerlo, Dom la rescata, ganando toda su confianza en él. Brian intenta disculparse con ella, pero Letty le dice que no recuerda mucho por ser informante y que si lo hizo, nadie la obliga a hacer algo que no quiere hacer. Ella ayuda a Hobbs, Dom y los demás a detener a Owen y Riley. A pesar de no poder recordar su vida anterior con Dom, regresa a casa con él diciendo que «se siente como en casa».

### Furious 7
En Furious 7, Letty deja temporalmente a Dom para resolver su amnesia y descubrir quién es ella por su cuenta. Sin embargo, después de que Deckard Shaw mata a Han Seoul-Oh y explota la casa de Dom, Letty se reincorpora al equipo. Durante el transcurso de la misión, los recuerdos de Letty vuelven después de golpearse la cabeza en una pelea con Kara, incluido que ella y Dom se casaron en algún momento antes de la película Fast & Furious. Letty es vista por última vez con su esposo y amigos en la playa, comentando cuán diferentes serán las cosas ahora que Brian se jubila.

### The Fate of the Furious
En The Fate of the Furious, Letty y Dom disfrutan de su luna de miel en La Habana. Todos se sorprenden cuando Dom aparentemente los traiciona en Berlín. Mientras que los demás están convencidos de su traición, solo Letty sabía que algo andaba mal y sospechaba que alguien lo estaba chantajeando. Su sospecha resultó cierta cuando Cipher y Dom atacaron la base secreta del agente Frank «Sr. Don Nadie» Petty. Ella es vista por última vez conociendo al hijo de Dom con Elena Neves, Brian.

## Coches
| Película             | Automovilístico                     |
| -------------------- | ----------------------------------- |
| Rápido y furioso     | 1997 Nissan 240SX                   |
| Rápido y furioso     | 1995 Honda Civic EJ1 Turbo          |
| Rápidos y furiosos   | 1970 Plymouth Road Runner           |
| Rápidos y furiosos 6 | 1973 Jensen FF Interceptor          |
| Rápidos y furiosos 7 | 1974 Plymouth Barracuda AAR Hemi    |
| Rápidos y furiosos 7 | 2015 Dodge Challenger R/T           |
| Rápidos y furiosos 7 | 2008 SRT Viper GTS                  |
| Rápidos y furiosos 8 | 2018 Dodge Challenger SRT Demon     |
| Rápidos y furiosos 8 | 1966 Chevrolet Corvette C2 Stingray |
| Rápidos y furiosos 8 | 2014 Local Motors Rally Fighter     |